# 謗法：在此矣
《咒術屍戰》（：／），為2021年7月28日上映的韓國懸疑恐怖動作電影，由電視劇《謗法》的金容完導演與延尚昊編劇合作打造。

## 劇情
此電影為《謗法》的同一時空劇情延續，講述韓國傳說的妖怪「在此矣」（被他人以咒術所操控而甦醒活動的遺體）在甦醒後組成殭屍軍團在韓國引發攻擊事件，有許多人為了制止這些未知的怪物而決心抵抗，找出所有的一切起源並且查詢所有真相的故事。

## 演員陣容

### 主要人物
| 演員   | 角色   | 介紹 |
| 嚴志媛 | 林珍熙 | 離開《中津日報》社會部後，創立網絡廣播獨立新聞頻道《都市偵探》，向公眾傳達自己想報導的新聞。作為某廣播節目的嘉賓，她從某個人那裏收到了三個殺人預告舉報。 |
| 鄭知蘇 | 白昭袗 | 具有使人死亡的詛咒能力的謗法師。3年前，她在突然銷聲匿跡後，前往東亞各地遊蕩修煉。在過程中，她察覺到了不尋常的危險，於是返回韓國，再次出現在了珍熙面前。  |
| 丁文晟 | 鄭成俊 | 首爾地方警察廳廣域搜查隊組長，珍熙的丈夫。 |

### 承日製藥
| 演員   | 角色   | 介紹 |
| 權海驍 | 李相仁 | 承日製藥專務，在現場直播節目上成為殺人預告的對象，自此日子過得焦躁得喘不過氣來。                                             |
| 吳允兒 | 卞美營 | 受到媒體關注的縝密冷靜女企業家，既是事件原因提供者，又是掌握事件線索的神秘人物。她是承日製藥會長的女兒，也是下任會長候選人。 |
| 鄭載成 | 金敏燮 | 公司理事，被指定殺人預告的對象，送妻兒留學的大雁爸爸。                                                                       |
| 全國煥 | 卞承日 | 承日製藥會長，美英的爸爸，被指定殺人預告的對象。                                                                             |

### 廣域搜查隊
| 演員   | 角色   | 介紹                           |
| 南延佑 | 劉正勳 | 首爾地方警察廳廣域搜查隊刑警。 |
| 徐志厚 | 姜英秀 | 首爾地方警察廳廣域搜查隊刑警。 |
| 金熙昌 |        | 搜查隊科長。                   |
| 趙容俊 | 趙警官 |                                |
| 朴江燮 | 崔警官 |                                |

### 都市偵探
| 演員   | 角色       | 介紹                               |
| 金吝勸 | 金必成     | 獨立新聞頻道《都市偵探》代表       |
| 李雪   | Jessi Jung | 獨立新聞頻道《都市偵探》的新進VJ。 |

### 其他角色
| 演員   | 角色   | 介紹                                                                                                   |
| 高圭弼 | 卓正勳 | 珍熙的助手，在地方大學講授民俗學的教授。得益於日夜專心研究民俗學，他具有很深的知識，為她提供重要情報。 |
| 朴燦宇 | 朴宇燦 | 記者。                                                                                                 |
| 沈昭英 |        | 清潔工。                                                                                               |
| 劉章英 |        | 男司機。                                                                                               |
| 金美秀 |        | 女司機。                                                                                               |
| 韓尚祖 |        | 大個頭男子。                                                                                           |
| 柳正浩 |        | 特攻隊隊長。                                                                                           |
| 崔白善 |        | 電梯特攻隊隊員。                                                                                       |
| 劉仁赫 |        | 特攻隊員。                                                                                             |
| 崔秉默 | 金周煥 | |
| 金秀煥 | 黃鎮國 | 在此矣。                                                                                               |

### 特別出演
| 演員   | 角色   | 介紹                             |
| 趙漢哲 | 朴容浩 | 自稱巫師，預告三次殺人事件的人。 |
| 梁玄敏 |        | 電台DJ。                         |
| 朴鐘煥 | 玄哲民 |                                  |
| 李中玉 | 千周奉 |                                  |

## 外部連結
- 互联网电影数据库（IMDb）上《咒術屍戰》的资料（英文）
- NAVER電影頁面 （页面存档备份，存于）
- DAUM電影頁面 （页面存档备份，存于）
- 豆瓣电影上《謗法：在此矣》的資料 （简体中文）